# Chiesa di San Filippo Neri (Sant'Elpidio a Mare)
La chiesa di San Filippo Neri si trova a Sant'Elpidio a Mare, nelle Marche.

## Storia
Il complesso degli edifici del XVIII secolo composto dalla Chiesa, dal Convento ora sede della pinacoteca civica, dall'Oratorio di stile neoclassico e dalla Sagrestia biabsidata è stato realizzato dalla Congregazione dell'Oratorio di San Filippo Neri. I legittimi proprietari sono stati privati dei loro beni in un primo momento dalle leggi anticlericali di Napoleone Bonaparte emesse dopo aver occupato Roma, annesso lo Stato Pontificio, e fatto trasferire Papa Pio VII a Fontainebleau; in un secondo momento e le conseguenze perdurano fino ai nostri giorni con l'annessione delle terre dello Stato Pontificio al Regno di Sardegna che nel frattempo con la legge del 29 maggio 1855 approvata dal Parlamento di Torino e ratificata da Vittorio Emanuele II di Savoia primo re d'Italia sopprimeva gli ordini religiosi e annetteva i beni ecclesiastici. Attualmente la Confraternita del Santissimo Sacramento gestisce la Chiesa di San Filippo Neri, la Sagrestia e l'annesso Oratorio dalla data dell'11 febbraio 1929 in seguito agli accordi di mutuo riconoscimento tra la Santa Sede e il Regno d'Italia mentre la proprietà appartiene al "Fondo Edifici di Culto", un fondo immobiliare italiano gestito dalla Direzione Centrale per l'Amministrazione del Fondo Edifici di Culto, organo del Dipartimento per le Libertà Civili e l'Immigrazione del Ministero dell'Interno.

## Descrizione della Chiesa
La fondazione della Chiesa eretta su un'ipotetica struttura preesistente, risale al 1735 in risposta al desiderio dei Padri fermani di trovare nella Città di Sant'Elpidio a mare un luogo adatto ad esercitare il loro apostolato. Benedetta nel 1742, viene completata nell'interno nel 1789, come testimonia l'incisione al di sopra del portale in pietra dell'ingresso che indica anche il Santo a cui è dedicata "San Philippo Nerio". Le caratteristiche planimetriche del tempio denunciano l'originale struttura medioevale longitudinale ad aula unica con terminazione absidata. I Padri Filippini si sono affidati per la realizzazione della facciata agli architetti Giovanni Battista Vassalli e Pietro Augustoni e per gli interni a Giuseppe Valadier, che ha dato alla struttura lo stile neoclassico che la caratterizza. La navata unica è impreziosita dalla presenza di semicolonne corinzie, addossate alle pareti con piedistallo cilindrico, reggenti la trabeazione continua decorata a girali dorati delimitata e sorretta ai lati da due colonne corinzie che introducono all'abside dell'altare maggiore. All'interno i dipinti della volta "L'Assunzione" e "L'Incoronazione" della Madre di Dio sono stati realizzati con la tecnica della tempera dal Pittore fermano Giovan Battista Ripani e incastonati all'interno di cornici in gesso arricchite da elementi floreali con finiture in oro. Precedono l'altare maggiore due nicchie che ospitano due statue del XVIII secolo di 250 centimetri di altezza poste una di fronte all'altra che raffigurano rispettivamente San Pietro che benedice con la mano destra e stringe nella mano sinistra le chiavi del Regno di Dio e San Paolo che benedice con la mano destra e regge nella mano sinistra la spada, strumento del suo martirio. La Chiesa dietro l'altare maggiore ospita l'ancóna di Nicola Monti che raffigura il tema dell'"Estasi di San Filippo Neri" (1791, cm 190x410). Il Santo, dopo aver pregato a lungo all'interno delle catacombe di San Sebastiano nel giorno di Pentecoste del 1544, vide lo Spirito Santo discendere in forma di Colomba e effondere con un raggio della sua luce lo Spirito di Amore che dilatò il cuore del Santo. L'evento venne scientificamente attestato dai medici. Al di sopra della pala d'altare due Cherubini sorreggono il Testo "Dilatasti Cor Meum". Al di sopra è posto un timpano, appoggiato sopra una trabeazione ricurva, delle stesse proporzioni di quello posto al di sopra dell'organo in controfacciata. L'artista pesarese Carlo Gavardini (1811-1869) è autore di sei tele del XIX secolo, posto ai lati dell'altare maggiore, da sinistra in alto "L'Annunciazione" (cm 260x90), da sinistra in basso "La Visitazione" (cm 260x180) da destra in alto "La Fuga in Egitto" (cm 260x90), da destra in basso "Gesù fra i dottori della legge" (cm 190X75). Il quinto dipinto raffigura "L'Incoronazione di Maria" (cm 190X75) mentre il sesto "La Presentazione al Tempio" (260X180). Nei quattro altari laterali sono collocati i seguenti oli su tela: 

### "La Vergine appare a San Luigi Gonzaga"
Realizzato alla fine del XVIII secolo (cm.180x300), è stato collocato nel primo altare destro costruito nel XVIII secolo (altezza cm.600). 

### "Lo Sposalizio della Vergine"
Realizzato nel 1801 dal Pittore fermano Alessandro Ricci e ospitato nel secondo altare destro (costruito nel XVIII secolo, dimensioni cm.210X600), è un olio su tela di lino a tramatura grossa di dimensioni 265X160 cm., restaurato nel 2006 grazie al progetto "Oggi per ieri" dell'artista di Casette d'Ete Giordano Macellari. Il restauro realizzato da Andrea Simoni ha consentito in seguito alla pulitura del dipinto di rinvenire l'iscrizione "Alexander Ricci firmanus pinxit 1801" collocata in basso a destra ai piedi di due personaggi posti in secondo piano rispetto al tema centrale dell'opera: San Giuseppe porge con la mano destra l'anello nuziale alla Madre di Dio e Dio posto al di sopra dei Cori Angelici benedice l'Atto e guida il Sacerdote che officia il Sacramento. Il dipinto evidenzia l'eclettismo dell'Autore che rivisita con un elegante stile rococò opere analoghe dei principali Esponenti del rinascimento e del classicismo.

### "L'Annuncio a Zaccaria"
Dipinto nel XVIII secolo (primo altare sinistro, cm 180X300). 

### "La Crocifissione"
In cui il Cristo è raffigurato attorniato da Angeli e dalla presenza della Madonna, di San Giovanni Apostolo e di Santa Maddalena, dipinta nel 1792 da Nicola Monti(secondo altare sinistro, cm 148X310). 
La Chiesa conserva del XVIII secolo:

### "L'Adorazione dei Pastori"
Olio su tela di cm.148X151.

### "La Vergine tra la Trinità"
Olio su tela.

### "San Filippo Neri"
Dipinto del XVIII secolo(cm 75X46). 

### "San Trofino Vescovo"
Olio su tela attribuito a Alessandro Ricci (cm. 178X109). Il quadro raffigura il Santo vestito con il paramento liturgico di Vescovo in atto di adorazione mentre un Angelo gli sorregge il pastorale e due Angeli lo assistono dall'alto. Alla base del quadro il pittore ha lasciato scritto: "S. TROPHIMUS EPUS PODAGRAE DOLORIBUS LANGUENTIUM AUXILIATOR". 

### Due Confessionali
Fine secolo XVIII.

### Confessionale e Pulpito
Secolo XVIII dimensioni (225X95X68).

### Quattro bracci portacandele
Secolo XVIII (altezza cm.51).

### Balaustra
Fine secolo XVIII (altezza cm.85).

### Altare maggiore
Fine secolo XVIII (310X220).

### Sportello per il tabernacolo
Fine secolo XVIII (18X38).

### Coro ligneo
Fine secolo XVIII (altezza cm.185).

### Due Acquasantiere
Fine secolo XVIII (altezza cm.54).

### Santo Vescovo che riceve lo scapolare da un Santo Monaco
Olio su tela di dimensioni 106X174 cm.. Secolo XVIII.

### Serie composta da 6 candelieri e un Crocefisso del XIX secolo
Sulla base circolare con tre piedi leonini poggia il nodo a vaso scanalato che sostiene il fusto. Analoga è anche la base del Crocefisso che fa parte della serie (altezza cm.75).

### Dedicazione Absidale
Secolo XIX.

## Organo
La Chiesa conserva l'organo di medio-grandi dimensioni realizzato a Venezia nell'anno 1794 Opus 319 dal maestro veneto Gaetano Callido, contenuto in cassa lignea decorata a tempera e olio e addossata alla controfacciata in cantoria realizzata in muratura e posta sopra il portone d'ingresso. Il parapetto è stato realizzato con la tecnica di più segmenti mistilinei e risulta convesso al centro. La mostra d'organo è del XVIII secolo. Prospetto che si sviluppa in unico fornice, costituito da 23 canne del Principale 8' dal do2 disposte a cuspide con ali laterali su proprio zoccolo. Bocche delle canne allineate con labbo superiore a mitria e puntino a sbalzo. Tastiera di 45 tasti do/mi-do3 con telaio e leve dei tasti in abete, diatonici con cartelle in bosso con doppio filetto trasversale scavato e singolo sui lati del tasto, frontalini piatti parzialmente conservati non originali, cromatici in noce tinto nero e riporto in ebano, modiglioni sagomati e capotasti in noce, tinti anch'essi di nero. Barra della tastiera elegantemente modanata e tinta di nero. Si è conservato il copritastiera-leggio originale. Pedaliera originale di 18 tasti do- sol# del tipo a leggio, costantemente unita al manuale; l'aggiunta del 19° pedale è recenziore e su di esso è posto il comando per l'apertura della cassetta espressiva. Un ulteriore pedale, fuori telaio, comandava dei registri a percussioni reali. Registri comandati tramite pomelli in legno di frutto torniti e innestati su tirante cilindrico in ferro, a destra della tastiera disposti a quinconce su due file entro propria tavola di registrazione in legno di noce con tracciature a secco e tinta di nero. I cartellini a stampa su carta originale indicano la seguente disposizione dell'ordine dei registri: 1) Tromboncini bassi 8': in lega ad alta percentuale stagnosa, di foggia veneta classica a tronco di piramide rovesciato sormontato da tronco di cono rovesciato; 2) Tromboncini Soprani: in banda stagnata, con foggia a tronco di cono rovesciato. 3) Principale Bassi 8': prime otto canne in legno di abete tinte di rosso, trasportate lateralmente a destra e a sinistra del somiere maestro, 23 canne in stagno in facciata, con labbro superiore a mitria e puntino a sbalzo, restanti 14 canne interne in lega stagno-piombo; 4) Principale Soprani; 5) Voce Umana 8'S); 6) Ottava; 7) Flauto in VIII 4': canne tappate. Prime dodici note in comune con Ottava 4'; 8) Flauto in XII: canne a cuspide, prime otto tappate; 9) Cornetta 13/5': canne a cuspide; 10) Quinta Decima; 11) Decima Nona; 12) Vigesima Seconda; 13) Vigesima Sesta; 14) Vigesima Nona; 15) Violoncello Bassi 8' in cassa espressiva e 16) Violino Soprani 8' in cassa espressiva, Tromboni 8'Ped,: a tronco di cono rovesciato, parzialmente chiuso da disco forato sulla sommità. Gli accessori sono costituiti dal meccanismo del tiratutti, posto in cima alla tavola dei registri che unisce dall'Ottava e un tamburo acustico. La spezzatura dei registri si colloca tra do# e re1. Somiere maestro è di tipo a tiro, costruito con legno di noce con elementi in larice, risulta chiuso da una sola anta frontale dotata di pomelli e assicurata da naselli. È costruito a telaio e presenta al suo interno 45 ventilabri cuneiformi in abete con segnatura a china nella parte laterale. La guida dei ventilabri è data da doppie punte d'ottone laterali e sono tenuti in posizione da molle in ottone semicotto. Chiusura sui borsini con perlina d'osso. Crivello in legno di abete foderato di carta, bocche soprastanti tranne quelle della Voce Umana. Somiere supplementari in numero di due. Il primo originale, di basseria ad aria comandata da valvola a piatto, costruito in legno di larice è collocato sul fondo e presenta al suo interno 20 ventilabri di fattura simile a quelli del pancone principale ed è chiuso da due ante con naselli. Il secondo, non originale, in noce e cipresso e con anta in abete rosso, è posto su un lato sinistro della cassa, e alimenta il registro Tromboni 8' del pedale, sullo zoccolo delle relative canne è presente una segnatura a china. Trasmissione della tastiera di "tipo sospeso". Presenta tavola di riduzione originale in legno di abete con segnature a secco ed a china; catennacci in ferro battuto assicurati alle tavole da strangoli di ottone crudo, tiranteria in ottone crudo. Meccanica relativa alla pedaliera "a rimando" tramite catenacci. Meccanica simile, ma non originale, aziona il somiere dei Tromboni. Un grande catenaccio in legno con due squadrette in ferro ad un'estremità trasmetteva il moto dal pedale aggiunto ai registri a percussione fuori cassa. Manticeria composta da due mantici a cuneo sovrapposti su castello ligneo a sinistra del basamento, realizzati in abete con valve dipinte a terra rossa; hanno entrambi cinque pieghe con doppia impellatura. Si conservano inoltre i pesi, quasi sicuramente originali, costituiti da due monoblocchi in pietra. Azionamento tramite carrucole e relative corde. Non è presente il caricamento mediante elettroventola. Portavento in abete dipinti in terra rossa. Un segmento non originale in legno di albuccio alimenta il somierino supplementare a sinistra della cassa. Il nucleo fonico è al completo sia per le canne in metallo (fatta eccezione per quattro canne della XXIX) che per quelle in legno. 
Noci delle ance rettangolari con gruccia e canaletti in ottone. Canne lignee di basseria di taglia maschile aperte di 16' e 8' in abete tinte di rosso con bocche riportate in noce; labbri inferiori con segnatura originale a china e piedi in noce. Ritornelli del ripieno alla maniera veneta su do# e fa#. Da notare infine la presenza di una cassetta espressiva con coperchio in abete, recenziore, contenente i due registri ad oncia aggiunti di Violoncello B e Violini S azionata tramite pedale fuori dal telaio della pedaliera. Bisogna menzionare la presenza del marchio a fuoco G.C tipico degli organi del Callido presente sulla tavola dei registri e sul portavento principale, e la data 1832 graffita sulla parete di fondo e sull'anta del somiere maestro, una caricatura graffita sempre sulla parete di fondo ed infine una scritta a china sullo zoccolo dei Tromboncini "S=Elpidio". Vi sono inoltre brani residui del metodo di registrazione manoscritto di Callido. L'organo conservato nella Chiesa si presenta pressoché integro di tutte le sue parti originali. Alcune modifiche sono state apportate presumibilmente nel 1832, data che si legge iscritta sulla parete di fondo e sull'anta del somiere maestro e potrebbero essere attribuite a Felice Morganti di Ascoli Piceno, la cui presenza a Sant'Elpidio a mare era già nota per un contratto esistente in cui si parla di aggiunte, della medesima consistenza di quelle presenti sull'organo in esame, da lui compiute all'organo Callido della Chiesa di Sant'Elpidio Abate. Esse consistono nell'aggiunta di tre registri ad ancia senza cartellino presumibilmente un Violoncello Bassi ed un Violini Soprani di 8' chiusi in cassetta espressiva sul fondo del somiere maestro e dei Tromboni 8' al pedale; inoltre fu aggiunto un sistema di percussioni reali (una sorta di banda turca composta da un tamburo e da quattro campanelli dotati di batacchio esterno) di cui restano tracce ben evidenti nella zona destra dell'organo fuori cassa e in un sistema trasmissivo che si ricongiunge al sopra citato pedale aggiunto fuori dal telaio della pedaliera Callidiana; queste percussioni, che nel contratto per la vicina Chiesa di Sant'Elpidio Abate risultavano essere "Timbani e Campanelli", rappresentano uno dei pochi esempi di questa pratica preso organari marchigiani che appaiono generalmente poco propensi a lasciarsi ammaliare dalle modernie bandistiche presenti nell'organaria del nord Italia. La solidità e l'estrema razionalità nella lavorazione del manufatto e nelle aggiunte ottocentesche, ci restituiscono uno strumento che, nonostante i naturali processi di degrado molecolare nel tempo, è in grado di restituire una fedele matrice di riferimento, in cui tutti gli elementi sono rimasti per lo più inalterati.

## Sacrestia

### Oggetti del XVIII secolo conservati presso la Sacrestia

#### Il Sacro Cuore
- Olio su tela (cm 47x64) realizzato da Nicola Antonio Monti che raffigura Gesù benedicente nell'atto di mostrare con la mano sinistra il Sacro Cuore. Il dipinto è ispirato alla celebre composizione dipinta da Pompeo Batoni per la Chiesa del Gesù a Roma. 

#### Vergine con il Bambino
Dipinto che raffigura "La Vergine con il Bambino" (89X140). Fine secolo XVIII.

#### Crocefisso
Sostegno in legno dorato sagomato con scanalature e foglie d'acanto in rilievo. La croce, con i terminali decorati da volute ed ampia raggiera, sostiene il corpo di Gesù in metallo fuso (altezza cm.42). 

#### Base per Crocifisso
Base a sezione triangolare con nodo a vaso, priva della croce (altezza cm.45).

#### Reliquiario in argento
Base in legno dorato con struttura coperta da una lamina in argento sbalzato con volute, tralci di fiori e frutti; fastigio mistilineo con due figure angeliche. Il reliquiario è alto 45 cm.

#### Base per reliquiario
La base di forma troncopiramidale con lati svasati è ornata con una testa angelica a rilievo in legno dorato. Due volute agli angoli completano il manufatto (cm.33X41X25). 
Il basamento di forma troncopiramidale con lati bombati è ornato da una coppia di teste angeliche in legno dorato (cm.33X45X42).

#### Ostensorio in argento
La base a sezione triangolare è sostenuta da tre piedi a voluta. Il fusto ornato da volute sbalzate sostiene la mostra circondata da Cherubini e da una raggiera (altezza cm.95).

#### Espositore per il Santissimo Sacramento
Espositore a forma di tempietto circolare con colonne corinzie sostenenti una cupola ribassata, rilevata da costoloni. Nel vano centrale il monogramma I.H.S. con raggi e due cherubini in legno intagliato e dorato (altezza cm.126). L'impianto architettonico del manufatto, legato ai modi di Luigi Vanvitelli, comporta una datazione alla seconda metà del Settecento. 

#### Serie composta da 4 reliquiari
La base in legno dorato sostiene la mostra in lamina d'argento sbalzata e cesellata con volute di gusto rococò. La teca per la reliquia è sormontata da un fastigio mistilineo terminante con una croce (altezza cm.60).

#### Serie composta da 2 reliquiari
La base in legno dorato sostiene la mostra in legno intagliato, dorato e dipinto a tempera. La teca per le reliquie è racchiusa entro un elaborato motivo con volute terminante con un fastigio mistilineo (altezza cm.58).

#### Busto di Papa Pio VI
Scultura di pregevole fattura (altezza cm.72).

#### Candeliere
Base a sezione circolare con tre zampe leonine raccordate da volute intagliate; nodo a vaso con parte inferiore scanalata e corpo con motivo di foglie in rilievo (altezza cm.85).
Base a sezione circolare con tre zampe leonine e volute di raccordo con festoni di foglie. Nodo a vaso con scanalature nella zona inferiore a fusto ornato da foglie d'acanto (altezza cm.72).
Base a sezione triangolare con piedi a voluta sulla quale si innesta il nodo a vaso (altezza cm.70).
Base a sezione circolare poggiante su tre piedi a volute e nodo a vaso in legno dorato (altezza cm.55).

#### Coppia di lanterne processionali
Sull'asta si innesta la lanterna esagonale con vetri; il coronamento è costituito da sei volute che sostengono un cappello traforato terminante con una fiamma in legno dorato (altezza cm.240).

#### Leggio con inginocchiatoio
Legno e radica (cm.210X72). Fine secolo XVIII.

#### Armadio
realizzato in legno e radica (cm.245X310). Fine secolo XVIII.

### Oggetti del XIX secolo conservati presso la Sacrestia

#### Crocefisso
Base in bronzo dorato ricavata da un candeliere sulla quale si innesta la croce alla quale è unito il corpo di Gesù, caratterizzato da un evidente allungamento della figura (altezza cm 60).
Base a sezione circolare con anelli rilevati; croce con terminali a volute traforate e raggiera posta all'incrocio dei bracci. Il piccolo corpo di Gesù è ottenuto per fusione (altezza cm 63).

#### Croce
Sostegno con base cilindrica scanalata poggiante su tre piedi. Il nodo a vaso è rilevato da costolature. La croce con terminali sagomati è priva della figura di Gesù (altezza cm 157).

#### Gesù Bambino Benedicente
Sulla base in legno dipinto ad imitazione del marmo, è adagiata la figura in cera del Bambino Gesù avvolto in fasce di lino ornate di trina dorata. L'immagine è circondata da una corona di fiori in stoffa policroma (dimensioni 60X58X30).

#### Espositore per il Santissimo Sacramento
Sulla base in legno dipinto ad imitazione del marmo, poggia una cornice ottagonale decorata con volute in rilievo e terminante in un fastigio intagliato e dorato con tralci di fiori e foglie ricadenti lateralmente. La cornice racchiude una tela dipinta con il monogramma I.H.S. fra sinuosi tralci di rose. Le dimensioni dell'espositore sono cm. 115X64. 

#### Reliquiario
Il contenitore in forma di urna è ornato da volute e festoni in legno intagliato e dorato. L'interno, contenente frammenti ossei, è completato da un serto di fiori in stoffa colorata (dimensioni 65X82X41).

#### Leggio
La base poggia su quattro piedi a cipolla in legno dorato; il piano mobile è ornato con un motivo a volute dorate (dimensioni cm.42X24X11).

#### Candeliere
La base cilindrica, con volute in corrispondenza delle tre zampe leonine, sostiene il nodo a vaso. Il fusto è ornato da un giro di foglie d'acanto in rilievo (altezza cm.82). La serie è analoga a quella esposta sull'altare maggiore della Chiesa.

#### Inginocchiatoio
(cm.85X65X60)

#### Armadio e sportelli
Ligneo (altezza 251).